# سم ودسوورت
سم ودسوورت (به انگلیسی: Sam Wadsworth) بازیکن فوتبال زادهٔ ۱۳ سپتامبر ۱۸۹۶ اهل کشور انگلستان بود که سابقهٔ بازی در تیم ملی فوتبال انگلستان را در کارنامهٔ خود دارد. وی در تاریخ ۸ آوریل ۱۹۲۲ نخستین بازی ملی خود را در مقابل تیم ملی فوتبال اسکاتلند انجام داد و با حضور در ۹ بازی ملی، در تاریخ ۲۰ اکتبر ۱۹۲۶ واپسین بازی ملی‌اش را در برابر تیم ملی فوتبال ایرلند شمالی برگزار کرد.